# Melanismus

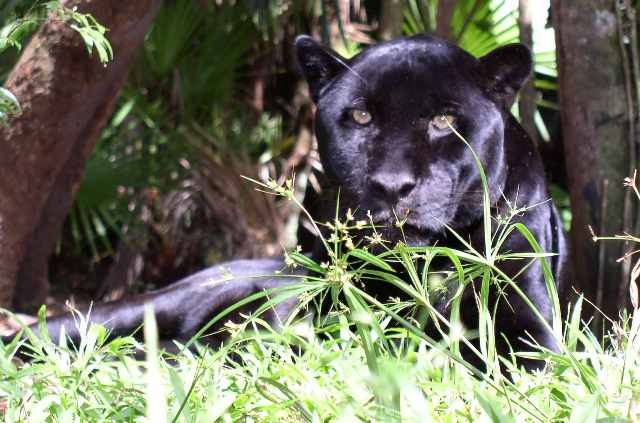
Schwarzer Jaguar (Panther)

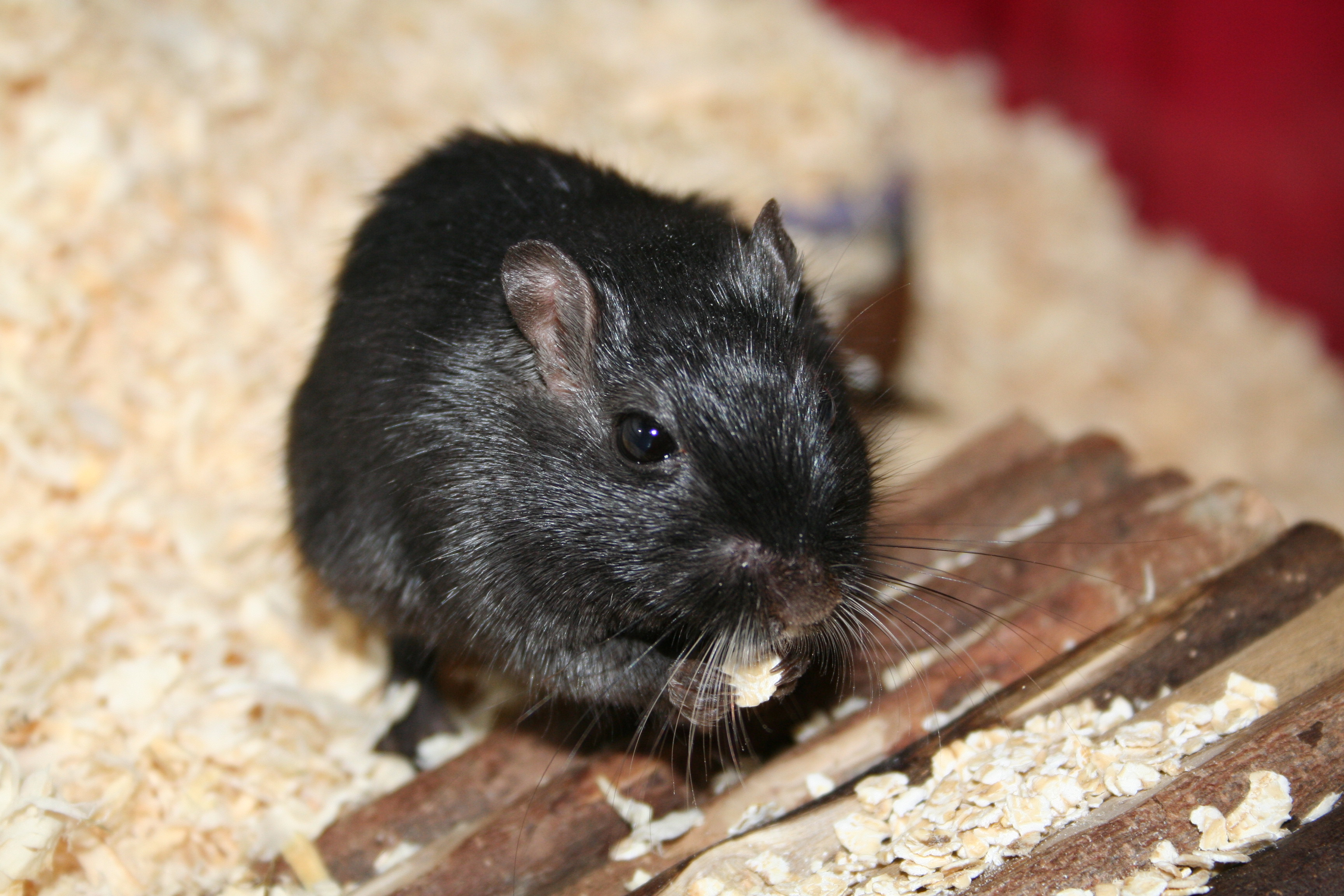
Schwarze Mongolische Rennmaus

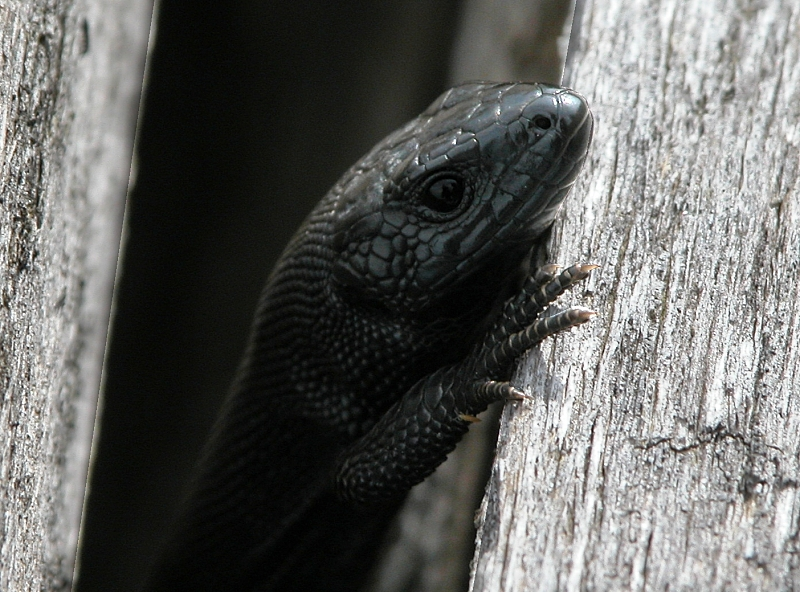
Schwarze Waldeidechse

Unter Melanismus (gr. „Schwarzfärbung“, von melas „schwarz“) versteht man im Tierreich eine dunkle Pigmentierung von u. a. Haut, Haaren, Schuppen durch Melanine. Diese kann neben genetischen Ursachen auch verschiedene andere Gründe haben wie etwa erhöhte Sonneneinstrahlung, größere Luftfeuchtigkeit, niedrigere Temperatur und andere Faktoren (Modifikation durch Umwelteinflüsse).

## Abweichung von der Norm
In der wissenschaftlichen Literatur sowie in der Tierzucht wird der Begriff „Melanismus“ häufig als übermäßige Pigmentierung und damit massenhafte Ablagerung von Melaninen und Abweichung von der Norm verwendet. Ein melanistisches Tier (auch Schwärzling genannt) ist entsprechend dieser Verwendung im Gegensatz zur üblichen Farbgebung seiner Art komplett schwarz gefärbt. Die bekanntesten Schwärzlinge sind die schwarzen Panther.
Man unterscheidet dabei:
- Abundismus: hier tauchen neue dunkle Zeichnungselemente auf.
- Nigrismus: hier werden nur vorhandene dunkle Zeichnungselemente größer.
- Skotasmus: hier besteht völlige Verdunkelung.

Melanismus findet man im Tierreich nicht nur bei Katzen. Er tritt auch beispielsweise bei Schlangen (z. B. Kreuzotter) oder Vögeln wie Goldbrüstchen, Tigerfinken, Rosttäubchen oder Bandfinken auf. Bei manchen Vögeln scheint der Melanismus jedoch manchmal auch eine Reaktion auf Stress, einseitige Ernährung und Lichtmangel zu sein, die nach der nächsten Mauser wieder rückgängig gemacht werden kann. Er ist hier auch nicht vererbbar.
Bei Schildkröten kennt man den sogenannten Altersmelanismus, die Schwarzfärbung im höheren Alter des Tieres.
Dem Melanismus entgegengesetzt erscheinen Albinismus und Leuzismus, wobei die Farbpigmente in der Haut bzw. im Fell aus unterschiedlichen Gründen fehlen.
Auch der Akromelanismus, bei dem nur die Extremitäten dunkel gefärbt sind, ist ein partieller Melanismus.

## Genetische Grundlagen

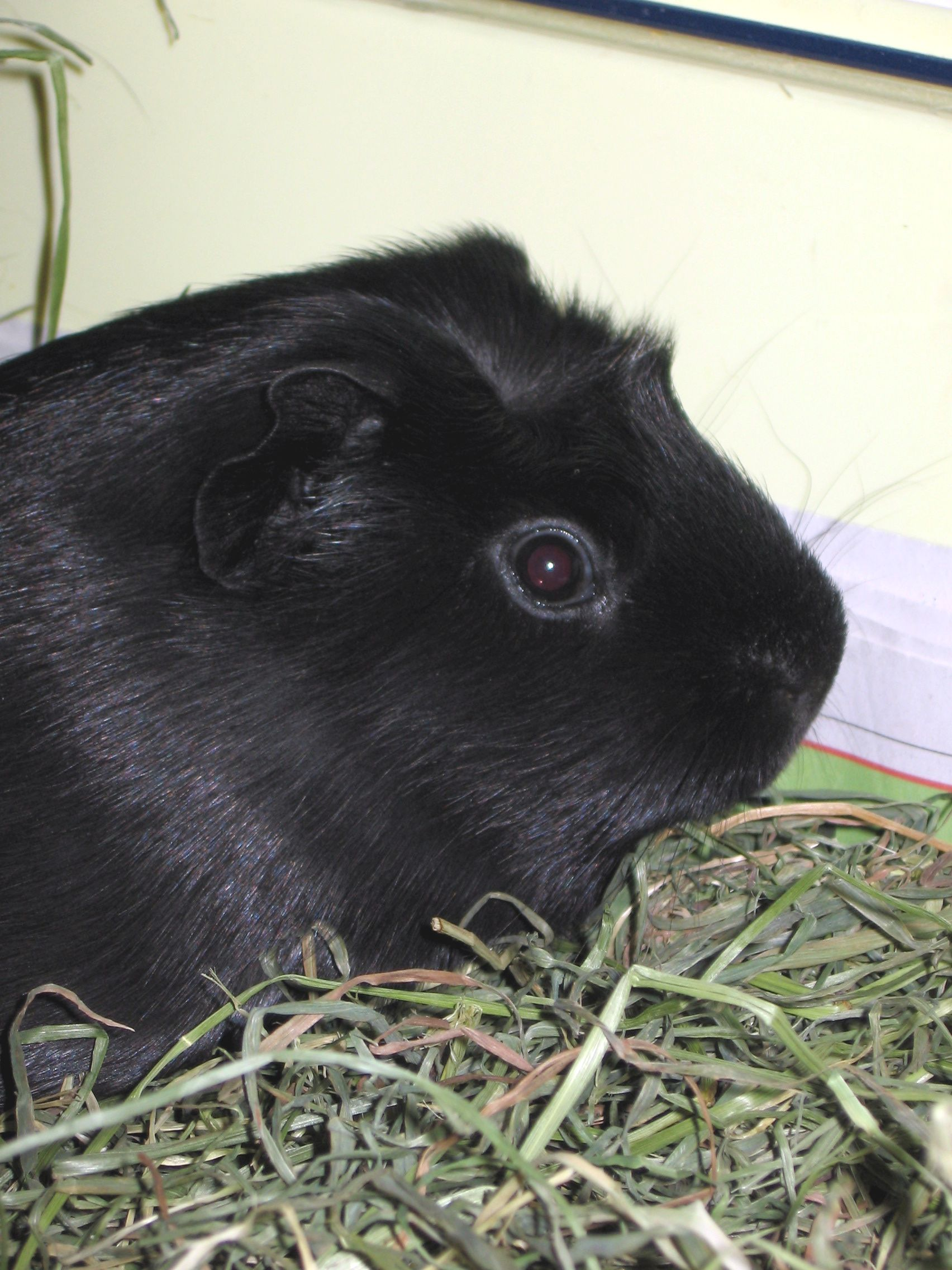
Schwarzes Hausmeerschweinchen

Melanismus entsteht gewöhnlich durch die Mutation eines der Gen-Loci, die für die Fellmusterung zuständig sind. Dazu zählen der Agouti-Locus (A) und der Extension-Locus (E). Genetisch sind völlig braune oder gelbe Tiere ohne schwarze Farbpigmente das Gegenteil des Melanismus.

### Extension-Locus (E)
Es gibt ein dominantes Allel ED des Extension-Locus (E) durch das die betroffenen Tiere unabhängig vom Agouti-Locus vollständig dunkel werden (Melanismus). Durch das rezessive Allel e wird das Fell am ganzen Körper rotgelb, so dass auch der Agoutilocus keine Schwarzfärbung mehr erzeugen kann. Dazwischen gibt es einige Allele, die den Einfluss des Agouti-Locus zulassen.

### Agouti-Locus (A)
Durch Mutationen des Agouti-Locus können die schwarzen Bereiche in der Fellzeichnung vergrößert werden (Nigrismus) bis im Extremfall der gesamte Körper schwarz ist (Skotasmus), es entsteht also „Melanismus“ in unterschiedlichem Ausmaß. Durch den Agoutilocus hervorgerufener Melanismus wird rezessiv vererbt.

### Weitere Gen-Loci
Da die Farbgenetik verschiedener Tierarten noch nicht vollständig erforscht ist, ist damit zu rechnen, dass noch weitere Gen-Loci bei der Entstehung von Melanismus eine Rolle spielen können.

#### K-Locus
So wurde beim Hund ein K-Locus auf dem Hundechromosom 16 nachgewiesen, der weder dem Agouti- noch dem Extension-Locus entspricht und bisher drei bekannte Allele hat: schwarz (KB) > gestromt (kbr) > gelb (ky).
Der K-Locus codiert Beta-Defensin 103 (CBD103). Sein Genprodukt bindet an den Melanocortinrezeptor 1, der durch den Extensionlocus codiert wird und hat eine starke Wirkung auf die Umschaltung von Eumelanin auf Phäomelanin.

### Beispiele für die Genetik schwarzer Tiere bei verschiedenen Haustierrassen
Bei der Erklärung von Melanismus hat man die Schwierigkeit, dass traditionell nur Schwärzlinge von Wildtieren als melanistisch bezeichnet wurden, dass aber bisher überwiegend an Haustieren erforscht wurde, wie die Farbgenetik funktioniert, so dass unser Wissen über die Entstehung von schwarzer Farbe sich überwiegend auf Haustiere bezieht.

#### Pferd: Rappe

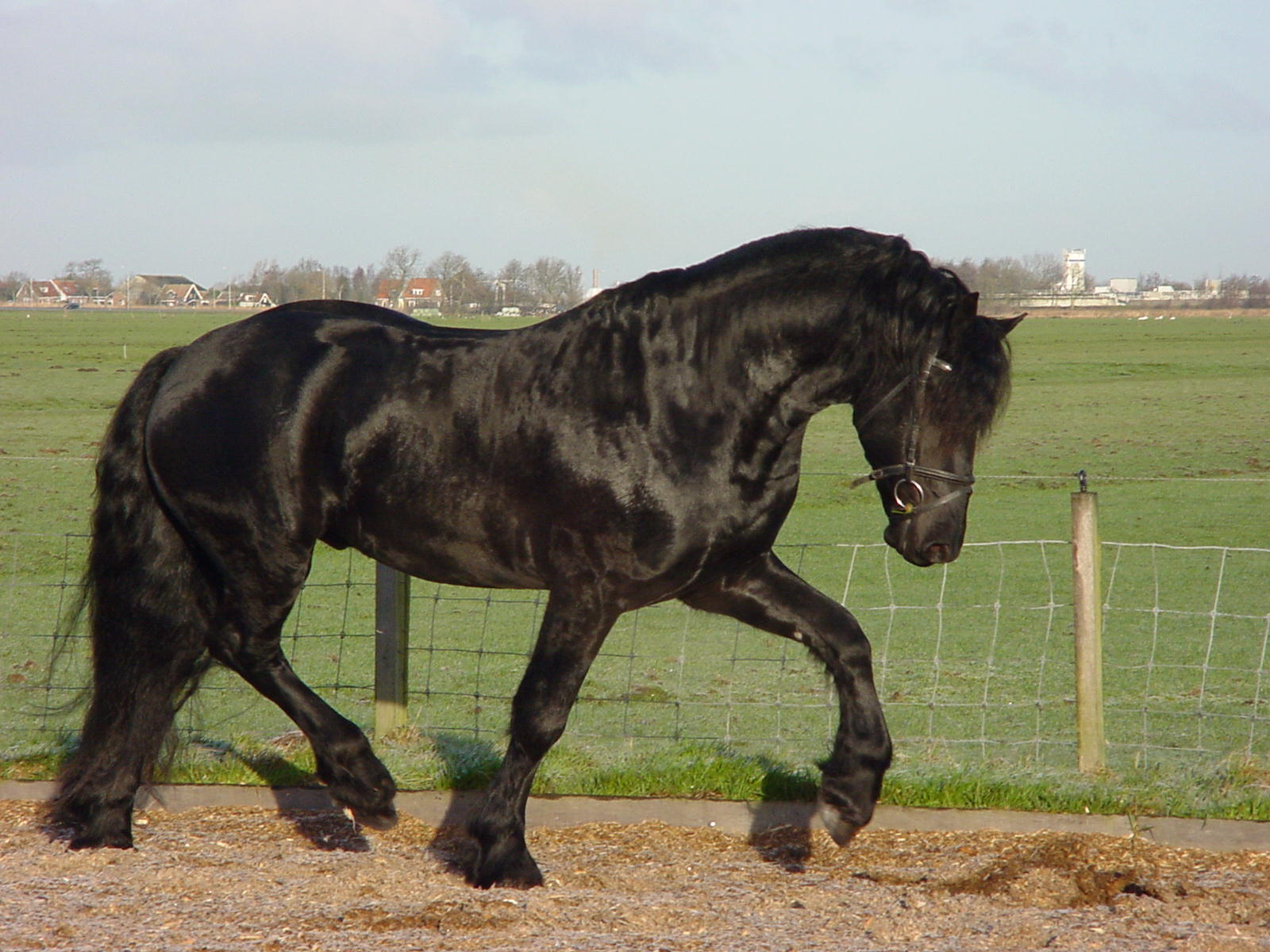
Rappe (Friese)

Ein Rappe, also ein schwarzes Pferd, unterscheidet sich von einem wildfarbenen Pferd durch folgende Mutationen:
- Im Extension-Locus (E) hat es dasselbe dominante Allel wie ein Wildpferd mindestens einmal (EE oder Ee) – ein Pferd, das reinerbig für die Fuchsfärbung ist (ee), kann nicht zu einem Rappen verdunkelt werden.
- Im Agouti-Locus (A) ist es reinerbig für das Allel des Gens, das das Eumelanin über den ganzen Körper verbreitet. Wildtyp: AA, Aa sieht wie Wildtyp aus, aa ist schwarz
- Im Dun-Locus (D) fällt die für wildfarbene Pferde typische Aufhellung des Körpers zur Falbfarbe weg.[2]

Bei Arabern gibt es auch ein dominantes Allel für schwarze Farbe, das jedoch nicht den Extensionlocus zuzuordnen ist.

#### Schwarze Farbmäuse

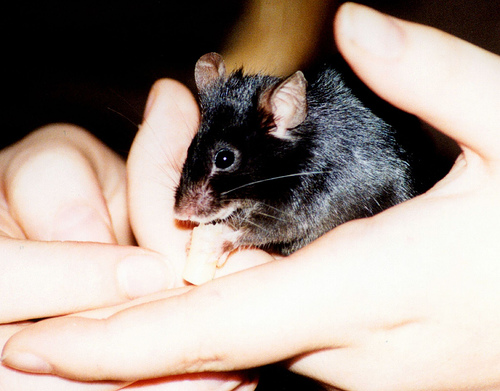
Schwarze Farbmaus

Schwarze Farbmäuse können auf verschiedene Weise entstehen.
- Mutationen des Agouti-Locus: Zum einen gibt es die rezessive Mutation „extrem Nonagouti“ (ae), die unabhängig von Mutationen des Extension-Locus zu kompletter Schwarzfärbung führt. Außerdem gibt es die gegenüber der Wildfärbung ebenfalls rezessive Mutation Nonagouti (a), bei der hinter den Ohren und um die Geschlechtsorgane herum noch hellere Haare existieren. Das Gen Agouti-Suppressor As verdunkelt diverse Allele zu schwarz.
- Mutationen des Extension-Locus: Die Mutation Extension-Sombre (Eso) führt, wenn sie heterozygot (EsoE) vorliegt, zu Mäusen, die nicht von homozygoten (aa) der Mutation Nonagouti (a) zu unterscheiden sind. Liegt das Allel homozygot vor (EsoEso), sind die Mäuse völlig schwarz. Ein weiteres Verdunklungsgen ist das Allel „Tobacco Darkening“ (Etob).

#### Schwarze Hunde

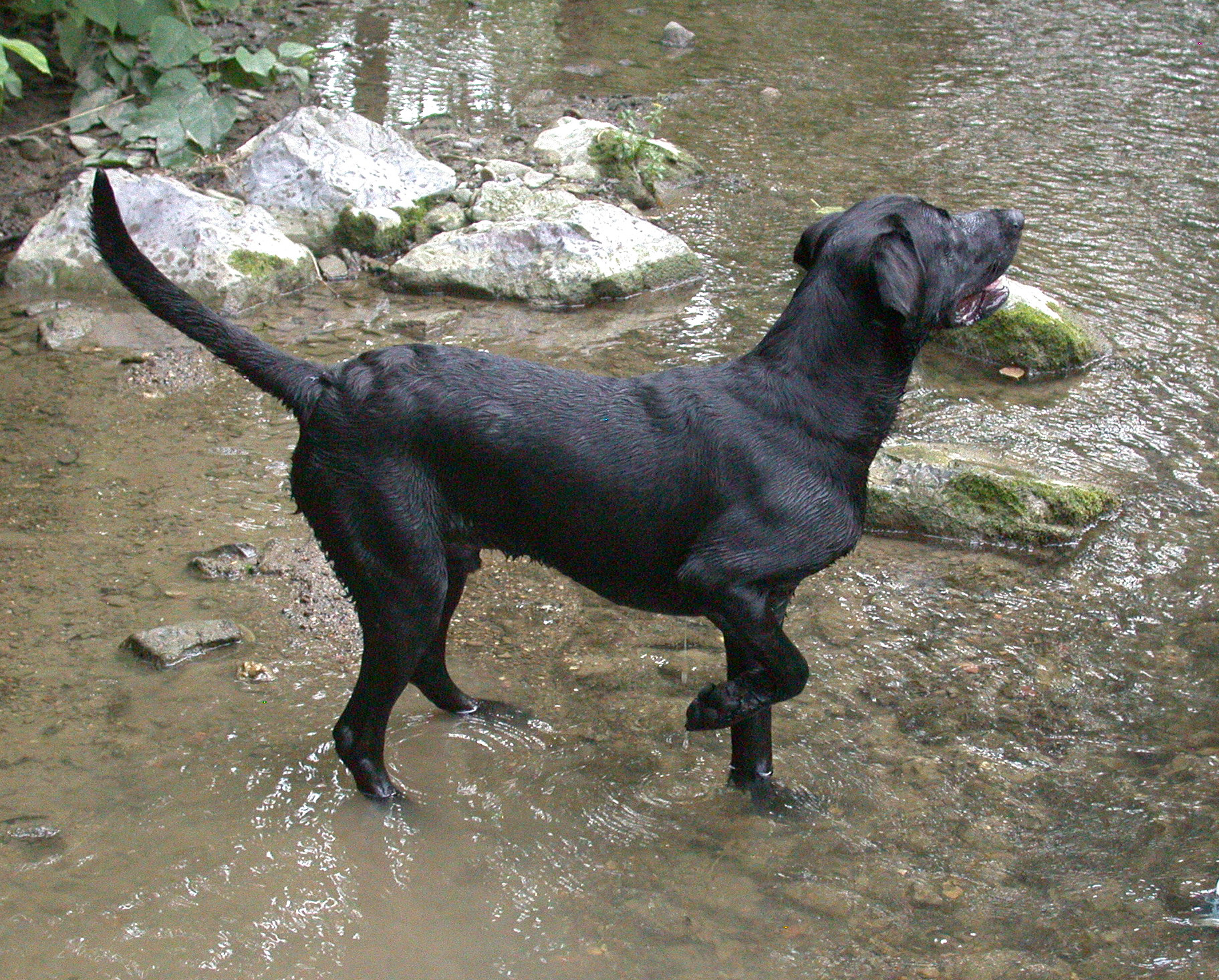
Schwarzer Labrador Retriever – Allel K^{B}

Beim Haushund gibt es auf dem K-Locus, das auf dem Hundechromosom 16 liegt, ein Gen für dominant schwarze Farbe, das mit KB abgekürzt wird. Damit die betroffenen Hunde schwarz sind, reicht es, wenn das Allel KB nur einmal vorkommt. Also führen die Genotypen KBKB, KBkbr und KBky zu Schwarzfärbung. Es kommt unter anderem bei schwarzen Labrador Retrievern, schwarzen Pudeln und Neufundländern vor. Die dominant vererbte schwarze Fellfarbe bei nordamerikanischen Wölfen ist durch Einkreuzung schwarzer Hunde vor etwa 10000 – 15000 Jahren entstanden.
Zusätzlich gibt es noch ein Allel für rezessive schwarze Farbe (a) auf dem Agouti-Locus. Die betroffenen Tiere sind nur dann schwarz, wenn auf beiden Chromosomen das Allel a des Agoutilocus vorliegt, also aa. Das Gen ist epistatisch zum K-Locus, das heißt, Tiere mit der Kombination aa auf dem Agoutilocus bleiben unabhängig vom K-Locus immer schwarz.
Das Allel recessive yellow (e) des Extension-Locus hellt beide Typen der Schwarzfärbung zu einem hellen Rotgold auf. Es kommt beim Labrador Retriever, Irish Setter und Samoyeden vor. Davon abgesehen können beide Gene für Schwarzfärbung alle Allele des Extensionlocus zu schwarz verdunkeln.